# 화요드라마 8
BS JAPAN 화요드라마(일본어: 火曜ドラマ)는 BS JAPAN에서 방송되는 드라마 시간대이다.

## 작품 목록
《야마모토 슈고로 시대극 사무라이 영혼》
《아케나미 쇼타로 사극 빛과 그림자》
《닌교 사시치 포물책》
《구노이치 둔갑술첩 반딧불》